# Hemonia pallida
Hemonia pallida là một loài bướm đêm thuộc phân họ Arctiinae, họ Erebidae.